# Helleville
Helleville ist eine französische Gemeinde mit 563 Einwohnern (Stand 1. Januar 2022) im Département Manche in der Region Normandie. Sie gehört zum Arrondissement Cherbourg und zum Kanton Les Pieux. 
Sie grenzt im Norden an Héauville, im Osten an Teurthéville-Hague, im Südosten an Sotteville, im Süden an Benoîtville, im Südwesten an Tréauville und im Westen an Siouville-Hague.

## Bevölkerungsentwicklung
| Jahr      | 1962 | 1968 | 1975 | 1982 | 1990 | 1999 | 2008 | 2015 |
| --------- | ---- | ---- | ---- | ---- | ---- | ---- | ---- | ---- |
| Einwohner | 243  | 254  | 219  | 211  | 289  | 324  | 432  | 516  |

## Sehenswürdigkeiten
- Kirche Saint-Pierre